# Moerbeke, Belgien
Moerbeke är en kommun i Belgien.   Den ligger i provinsen Östflandern och regionen Flandern, i den nordvästra delen av landet, 50 km nordväst om huvudstaden Bryssel. Antalet invånare är 6 041.
Omgivningarna runt Moerbeke är en mosaik av jordbruksmark och naturlig växtlighet. Runt Moerbeke är det tätbefolkat, med 369 invånare per kvadratkilometer.